# كارولين هيلي دال
كارولين هيلي دال (بالإنجليزية: Caroline Healey Dall)‏ هي محاضرة ‏ وكاتِبة أمريكية، ولدت في 22 يونيو 1822 في بوسطن في الولايات المتحدة، وتوفيت في 17 ديسمبر 1912 في واشنطن العاصمة في الولايات المتحدة.

## سيرتها

### عملها في مجال حقوق المرأة
واصلت دال الكتابة خلال السنوات الأولى من زواجها وتربيتها لأطفالها، لكنها انخرطت في حركة بوسطن المنادية بحقوق المرأة بعد أن انتقل زوجها إلى كالكوتا في الهند في مهمة تبشيرية. سرعان ما أصبحت دال محاضرةً وكاتبةً نشطةً في هذا المجال، وذلك قبل أن تعمل على تنظيم مؤتمر نيو إنجلاند لحقوق المرأة بالتعاون مع المنادية بحق المرأة في التصويت بولينا ديفيس. أسست دال جنبًا إلى جنب مع ديفيس مجلةً أونا المخصصة لحقوق المرأة، التي اعتُبرت حينها مجلةً رائدةً في هذا المجال. تحولت دال إلى الكتابة بعد أن قررت أنها لا تحب العمل ضمن مجموعات، إذ اعتبرت الكتابة بمثابة وسيلة جوهرية لتناول مسألة مساواة المرأة. اشتملت أبرز أعمال دال في ذلك الوقت على صور تاريخية منقحة: مجلد من المنوعات المختلفة (1861)، الذي سلطت من خلاله الضوء على النساء اللواتي جرى تجاهلهن عبر التاريخ، بالإضافة إلى مجموعة من المحاضرات التي نشرتها تحت عنوان الكلية والسوق والمحكمة: أو علاقة المرأة بالتعليم والعمل والقانون (1867)، الذي ناقشت من خلاله مسألة عدم رضا المرأة العصرية عن العمل في الحيز المنزلي وكيف ينبغي أن يُسمح لها بالمشاركة في الحياة العامة. وصفت صحيفة ذا نيويورك إيفننغ بوست هذه المجموعة بأنها «التعبير الأكثر بلاغةً وقوةً حول قضية المرأة حتى الآن». أسست دال جمعية العلوم الاجتماعية في عام 1865.

## أعمالها
- مقالات ورسومات، بوسطن: إس. جي. سامبكنز، في عام 1849.
- حق المرأة في العمل، أو الأجور المنخفضة والعمل الشاق: في ثلاث محاضرات ملقاة في بوسطن، في شهر نوفمبر من عام 1859، بوسطن: ووكر ووايز وشركائهم، في عام 1860.
- حقوق المرأة بموجب القانون: في ثلاث محاضرات ملقاة في بوسطن، في شهر يناير من عام 1861، بوسطن: ووكر ووايز وشركائهم، في عام 1961.
- الكلية والسوق والمحكمة: أو علاقة المرأة بالتعليم والعمل والقانون. [1867] بوسطن: دار رامفورد للنشر، في عام 1914.
- حياة الدكتورة أنانداباي جوشي: قريبة بونديتا راماباي. بوسطن: روبرتس براذرز، في عام 1888.
- الفلسفة المتعالية في نيو إنجلاند، بوسطن: روبرتس براذرز، في عام 1897.
- يوميات مختارة لكارولين هيلي دال. هيلين آر. ديس (محررة).
  - المجلد الأول: بين عامي 1838-1855، بوسطن: جمعية ماساتشوستس التاريخية، في عام 2006.
  - المجلد الثاني: بين عامي 1855-1866. بوسطن: جمعية ماساتشوستس التاريخية، في عام 2013.